# Бабаев, Ибрагим Хизирович
Ибрагим Хизирович Бабаев (карач.-балк. Бабаланы Хизирны жашы Ибрагим; 10 августа 1936 — 6 марта 2002) — балкарский поэт. Лауреат премии комсомола Кабардино-Балкарии (1970) и Государственной премии Кабардино-Балкарии (1987), заслуженный работник культуры Кабардино-Балкарии (1986).

## Биография
Ибрагим Бабаев родился в 1936 году в селе Белая Речка (ныне в черте города Нальчик, Кабардино-Балкария). Высшее образование получил в Кабардино-Балкарском университете. Работал редактором в издательстве «Эльбрус». В 1977—1983 годах был редактором альманаха «Шуёхлукъ» (Дружба). С 1989 по 1992 возглавлял журнал «Минги-Тау».

## Творчество
Первые произведения Бабаева были опубликованы в 1960 году. Через два года его первый поэтический сборник («Жолгъа чыгъама» — Выхожу на дорогу) вышел отдельным изданием. За ним последовали сборники стихов и поэм «Малкъар баллада» (Балкарская баллада), «Продолжение весны», «Жетегейле» (Семизвездье), «Элия бешик» (Колыбель молнии), «Туугъан ташым» (Камень очага), «Ара боран» (Гнездовье ветров), «Чексиз жер» (Безграничная земля).
Ранние произведения Бабаева, как правило, повествуют о родном крае, о связи человека с землёй; они проникнуты пафосом патриотизма и героизма. Более поздние его произведения отличаются исповедальным характером, мифологизмом, усиленной метафоричностью.
Стихи и поэмы И. Бабаева на русский язык переводили Сафарият Ахматова, Олег Чухонцев, Георгий Яропольский и др.